# Гайдай Павло Дмитрович
Павло Дми́трович Гайдай (нар. 31 серпня 1972, Ізмаїл, Одеська область) — український підприємець, новатор, мислитель та викладач, засновник Культурна інституція "Міжвухами", волонтер, CEO та власник група компаній avtologistika, координатор команди розробників роботизованих систем озброєння.
Випускник програми Key Executive MBA LvBS (2015-2016 роки), Школи Стратегічного Артхітектора Києво-Могилянської бізнес школи (2015-2016 роки) та програми Supply Chain Management: Strategy and Innovation в Stanford University Graduate School of Business (2018 рік), закінчив механіко-математичний факультет Київського Національного Університету імені Тараса Шевченка (1995 рік).
Автор ідей проєктів Культурної інституції «Міжвухами» — «Настінні докази»  та "Школа перекладачів".
Вважає, що культура — це система смислів, яка робить з людини людину, а українська культура робить нас, українців, інакшими від інших.
Досліджуючи фактори, що обмежують розвиток бізнесу та суспільства, Гайдай вивів власну гіпотезу трансформації системи культури, згідно з якою культура як система смислів є первинною і має безпосередній вплив на всі сфери життя – від політики до економіки. Відтак трансформація системи культури є найдієвішим способом реалізації корінних змін як в окремо взятій компанії, так і в суспільстві в цілому.
2013 - 2017 роки - Президент Національної федерації фехтування України.

## Підприємництво
Ще під час навчання в університеті займався програмуванням. У 1995 рік розпочав свою підприємницьку діяльність, у тому числі у сфері автоперезень.
2003 - по теперішній час - CEO та власник групи компаній avtologistika. Це інноваційний логістичний провайдер, який протягом 20 років розвиває ринок логістики нових автомобілів. Група компаній співпрацює з всесвітньо відомими брендами. Займає близько 50% українського ринку. Avtologistika має найбільший логістичний центр для автомобілів в Україні, технічний центр в порту Чорноморськ. Також група компаній розробляє IT-рішення для оптимізації логістичних процесів.
2019 - по теперішній час - SEO Supply Net Company

## Допомога ЗСУ
З початком російсько-української війни у 2014 році підтримував добровольчі батальйони. Після початку повномасштабного вторгнення у лютому 2022 році активно допомагає українським військовим та здійснює волонтерську діяльність.
26 липня 2024 року отримав відзнаку "За сприяння війську" від Головнокомандувача Збройних Сил України.

## Публікації
- Павло Гайдай Приватне ППО. Час настав // Економічна правда, 29.01.2024;
- Павло Гайдай "Джерело інновацій" // журнал "Тиждень", 22.08.2021;

### Інтерв'ю
- Чи можуть приватні компанії посилити охорону повітряного простору? на YouTube Павло Гайдай // ГІТ: Громадське Інтерактивне Телебачення.
- Харків. Наступ на майбутнє // Радіо «Накипіло», 18.12.23
- «Разом спіймати більшу рибу». Павло Гайдай про успішний бізнес, майбутні виклики та ефективні рішення // Бізнес-видання «Insight Inside» від #LvBS.
- Публічне інтерв’ю “Україна сьогодні”. Павло Гайдай і Тетяна Огаркова на YouTube // Літературний фестиваль «П'ятий Харків», Харківський Літературний музей, 3.10.2022.

### Виступи
- Культура і інновації як вихід із кризи. Павло Гайдай // Лекція для "Градус свідомості", 21.05.2023 21.09.24
- Війна культур[5] // Форум «Диригенти змін»[7] від Deloitte, 3.10.2023
- Культура і іноваціі. Як вивести Україну на інший рівень? // Лекція для "Градус свідомості", 21.05.2023
- Управлінці і системи в мінливому світі на YouTube // Києво-Могилянська Бізнес-Школа [kmbs], 16.05.2023
- Культура як джерело інновацій на YouTube, Павло Гайдай // cowo guru — середовище мислення та дії
- Чому бізнес має інвестувати в культуру? // Києво-Могилянська Бізнес-Школа, 10.09.20
- Особливості ведення автологістичного бізнесу в Україні на YouTube // kmbs meeting point із Павлом Гайдаєм Києво-Могилянською бізнес-школою у співпраці з Програмою розвитку ООН та за фінансової підтримки Державного секретаріату Швейцарії з економічних питань (SECO), 11.04.2018